# ATC/DDD-classificatie
De Anatomisch Therapeutisch Chemisch Classificatie met gedefinieerde dagdoses (ATC/DDD-systeem) is een indeling voor geneesmiddelen.
Het systeem is een hulpmiddel bij het onderzoek naar geneesmiddelengebruik teneinde de kwaliteit daarvan te verbeteren en behoort tot de familie van internationale classificaties (WHO-FIC) van de Wereldgezondheidsorganisatie (WHO).
In 1976 heeft de Nordic Council on Medicines voor het eerst 'the Nordic Statistics on Medicines' (het geneesmiddelengebruik in de Scandinavische landen) gepubliceerd in termen van het ATC/DDD classificatie systeem.
In de ATC-code worden geneesmiddelen eerst ingedeeld in groepen naar het orgaan of systeem waarop ze werkzaam zijn en daarna op therapeutische en chemische eigenschappen.
Er is een indeling in vijf niveaus:
1. anatomische hoofdgroep: één letter voor 14 hoofdgroepen, zo veel mogelijk conform de eerste letter (Engels): A-Alimentary B-Blood, C-Cardio, D-Dermatological enz.
2. therapeutische hoofdgroep: twee cijfers;
3. therapeutische/farmacologische subgroep: één letter;
4. chemisch/therapeutische/farmacologische subgroep: één letter;
5. subgroep voor chemische stof: twee cijfers.

| letter | code       | Omschrijving hoofdgroep (eerste letter)                                              |
| ------ | ---------- | ------------------------------------------------------------------------------------ |
| A      | ATC-code A | Spijsverteringsstelsel en metabolisme                                                |
| B      | ATC-code B | Bloed en bloedvormende organen                                                       |
| C      | ATC-code C | Cardiovasculair systeem                                                              |
| D      | ATC-code D | Dermatologica                                                                        |
| G      | ATC-code G | Urogenitaal stelsel en geslachtshormonen                                             |
| H      | ATC-code H | Systemische hormonale preparaten, met uitzondering van insuline en geslachtshormonen |
| J      | ATC-code J | Anti-infectie middelen voor systemisch gebruik                                       |
| L      | ATC-code L | Antineoplasie en immunomodulerende stoffen                                           |
| M      | ATC-code M | Bewegingsapparaat                                                                    |
| N      | ATC-code N | Zenuwstelsel                                                                         |
| P      | ATC-code P | Antiparasitische middelen, insecticiden en repellents                                |
| Q      | ATC-code Q | Veterinare geneesmiddelen                                                            |
| R      | ATC-code R | Ademhalingssysteem                                                                   |
| S      | ATC-code S | Zintuigstelsel                                                                       |
| V      | Varia      |                                                                                      |